# Boryszkiwci
Boryszkiwci (ukr. Боришківці, ros. Борышковцы, Boryszkowcy, hist. Boryszkowce) – wieś na Ukrainie, w obwodzie chmielnickim, w rejonie kamienieckim.
W czasach Rzeczypospolitej wieś leżała w województwie podolskim. Odpadła od Polski w wyniku II rozbioru.